# بونو
بول ديفيد هُوسن (بالإنجليزية: Paul David Hewson)‏ ويعرف بإسمه الفني بونو (بالإنجليزية: Bono)‏ وُلد في 10 مايو 1960 موسيقي آيرلندي، والمغن الرئيسي في فرقة موسيقى الروك الآيرلندية يو تو. ولد بونو نشأ في دبلن آيرلندا، وارتاد ثانوية تيمبل ماونت الشاملة في المدينة حيث التقى زوجته المستقبلية آلي هُوسن (تزوجا في أغسطس 1982)، وأعضاء فرقة يو تو المستقبليين. يقوم بونو بكتابة معظم أغان الفرقة، كما يقوم باستخدام مواضيع سياسية واجتماعية ودينية في الأغاني. وخارج الفرقة قام بونو بالتعاون والتسجيل مع عدد من الفنانيين الآخرين.
وهو شريك وممول لشركة إليفاشن بارتنرز "Elevation Partners" كما يعتبر مُجدد ومالك فندق كليرنس في دبلن بشراكة مع ذا إيدج العضو الآخر في فرقة يو تو.
يُعرف عن بون عالمياً كذلك نشاطه فيما يتعلق بأفريقيا حيث يقوم بالمساهمة في تمويل مؤسسات من قبيل دي آى تي آى "DATA"، أي دي يو إن "EDUN"، حملة وَن "ONE Campaign" وبرودكت ريد "Product Red".
كما قام بالتنظيم والمشاركة في عدد من الحفلات الموسيقية الخيرية، ومقابلة عدد من الشخصيات السياسية البارزة بالخصوص. كما تعرض لمديح وانتقاد بشأن نشاطاته وأراءه وعضويته في يو تو.
تم ترشيحه لنيل جائزة نوبل للسلام ومُنح وسام الإمبراطورية البريطانية من قبل الملكة إليزابيث الثانية ملكة بريطانيا. كما صنفته مجلة تايم الأمريكية في عدد خاص صدر في مايو 2004 بين 100 شخصية «الأكثر نفوذاً في العالم» and again in the 2006 Time 100 special issue. ومرة أخرى في 2006. وفي 2005 وضعته المجلة كشخصية العام مشاطرةً مع بيل وميليندا غيتس، إضافة لنيله عدد من الجوائز والترشيحات.

## نشأته
وُلد بونو في مستشفى روتوندا في دبلن، يوم 10 مايو 1960. نشأ في الضاحية الشمالية لفينغلس مع شقيقه (الذي يكبر بونو بثماني سنوات) ووالدتهما إيريس (رانكين قبل الزواج)، العضو في كنيسة أيرلندا، وأبيهما برندان روبرت «بوب» هيوسون، وهو كاثوليكي روماني. وافق والداه في البداية على أن الطفل الأول سينشأ أنجليكيًا والثاني كاثوليكيًا. على الرغم من أن بونو كان الطفل الثاني، فقد حضر قداديس كنيسة أيرلندا مع والدته وشقيقه. كان بوب ديلان، وليونارد كوهين، وديفيد بوي، ومارك بولان من فرقة تي ريكس مُثُل بونو العليا في الموسيقى خلال سن المراهقة.
ارتاد مدرسة غلاسنيفن الوطنية الابتدائية. توفيت والدة بونو في 10 سبتمبر من العام 1974، بعد معاناتها أم دم دماغية في جنازة والدها. تركز العديد من أغاني يو تو، بما في ذلك «آي ويل فولو» و«موفو» و«آوت أوف كونترول» و«ليمون» و«تومورو» على فقدان والدته.
ارتاد بونو مدرسة ماونت تيمبل، وهي مدرسة متعددة الطوائف في كلونتارف. خلال طفولته ومراهقته، كان بونو وأصدقاؤه جزءًا من عصابة شارع سريالية تدعى «قرية لبتون». التقى بونو بأحد أصدقائه المقربين، جوجي، في قرية ليبتون. كان للعصابة طقوس لإعطاء الألقاب لأعضائها. كان لدى بونو عدة أسماء: منها «ستاين هيغ فان هيوستن أوليغ بانغ بانغ بانغ» (Steinhegvanhuysenolegbangbangbang)، ثم هويسمان، ومن بعدها هاوسمان، وبون موراي، وبونو فوكس من شارع أوكونيل، وأخيرًا استقر على لقب بونو فوكس فقط، المشتق من بونافوكس، وهي عبارة لاتينية تُترجم إلى «صوت جميل». يقال إن صديقه جافين فرايداي هو من أعطاه اللقب. كره الاسم في البداية، لكنه قبل به عندما علم معناه. منذ سبعينيات القرن العشرين، بات هوسن يعرف باسم «بونو». على الرغم من أنه يستخدم «بونو» اسمًا فنيًا له، فإن عائلته المقربة وأصدقاءه يشيرون إليه باسم بونو كذلك، بما في ذلك الزملاء أعضاء فرقته.
بعد مغادرته المدرسة، أخبره والده بوب هيوسون أنه يمكنه العيش في المنزل مدة عام واحد، ولكن إذا لم يكن قادرًا على دفع مصروفه بنفسه، فسيتعين عليه مغادرة المنزل.

## مسيرته الموسيقية

### فرقة يو تو
في 25 سبتمبر عام 1976، استجاب بونو وديفيد إيفانز وشقيقه ديك وأدم كلايتون لإعلان على لوحة إعلانات في مازنت تمبل نشره زميلهم الطالب لاري مولن جونيور لتشكيل فرقة روك. كان للفرقة ظهورات متفرقة في حفلات محلية قاموا خلالها بتأدية أغاني فرق شهيرة. لأنه تعب من العزف المنفرد لمدة طويلة على الإيتار ومن موسيقى الهارد روك، أراد بونو تأدية أغاني فرقة رولينغ ستونز وفرقة بيتش بويز. لم يفلح أعضاء الفرقة كثيرًا بتأدية أغاني غيرهم، لذلك بدؤوا بكتابة أغانيهم الخاصة.
اتخذت الفرقة «فيدباك» اسمًا لها لبضعة أشهر قبل أن تتحول لاحقًا إلى «ذا هايب». بعد أن غادر ديك إيفانز المجموعة للانضمام إلى فرقة محلية أخرى هي فيرجين برونز، غيّر الأربعة الباقون اسم الفرقة رسميًا من «ذا هايب» إلى «يو تو». في البداية، كان بونو هو المغني وعازف الإيتار وكاتب أغاني الفرقة. قال عن عزفه المبكر على الإيتار في مقابلة أُجريت معه عام 1982، «عندما بدأنا، كنت لاعب الإيتار، مع ذا إيدج، لكن المشكلة أنني لا أجيد العزف على الإيتار، وما زلت لا أجيده. كنت عازف غيتار رديء للغاية، في أحد الأيام قالوا لي إنه ربما يجب أن أغني بدلًا من ذلك. لقد جربت الغناء من قبل، لكن صوتي لم يكن مناسبًا على الإطلاق. أتذكر اليوم الذي اكتشفت فيه أنني أستطيع الغناء». عندما تحسن عزف الإيتار لدى فرقة «ذا إيدج»، أُحيل بونو للغناء. اعتبارًا من العام 2006، بدأ بونو بدراسة العزف على البيانو واستخدم مدرس البيانو الخاص بأطفاله وسيلةً لتحسين قدرته على تأليف الأغاني.

## وصلات خارجية
- U2.com موقع يو تو الرسمي.
- DATA (Debt, AIDS, trade, Africa).
- EDUN
- بونو على موقع IMDb (الإنجليزية)
- بونو على موقع الموسوعة البريطانية (الإنجليزية)
- بونو على موقع مونزينجر (الألمانية)
- بونو على موقع ألو سيني (الفرنسية)
- بونو على موقع ميوزك برينز (الإنجليزية)
- بونو على موقع رولينغ ستون (الإنجليزية)
- بونو على موقع أول موفي (الإنجليزية)
- بونو على موقع قاعدة بيانات برودواي على الإنترنت (الإنجليزية)
- بونو على موقع قاعدة بيانات برودواي على الإنترنت (الإنجليزية)
- بونو على موقع قاعدة بيانات الأفلام السويدية (السويدية)